# Hendrik Fagel

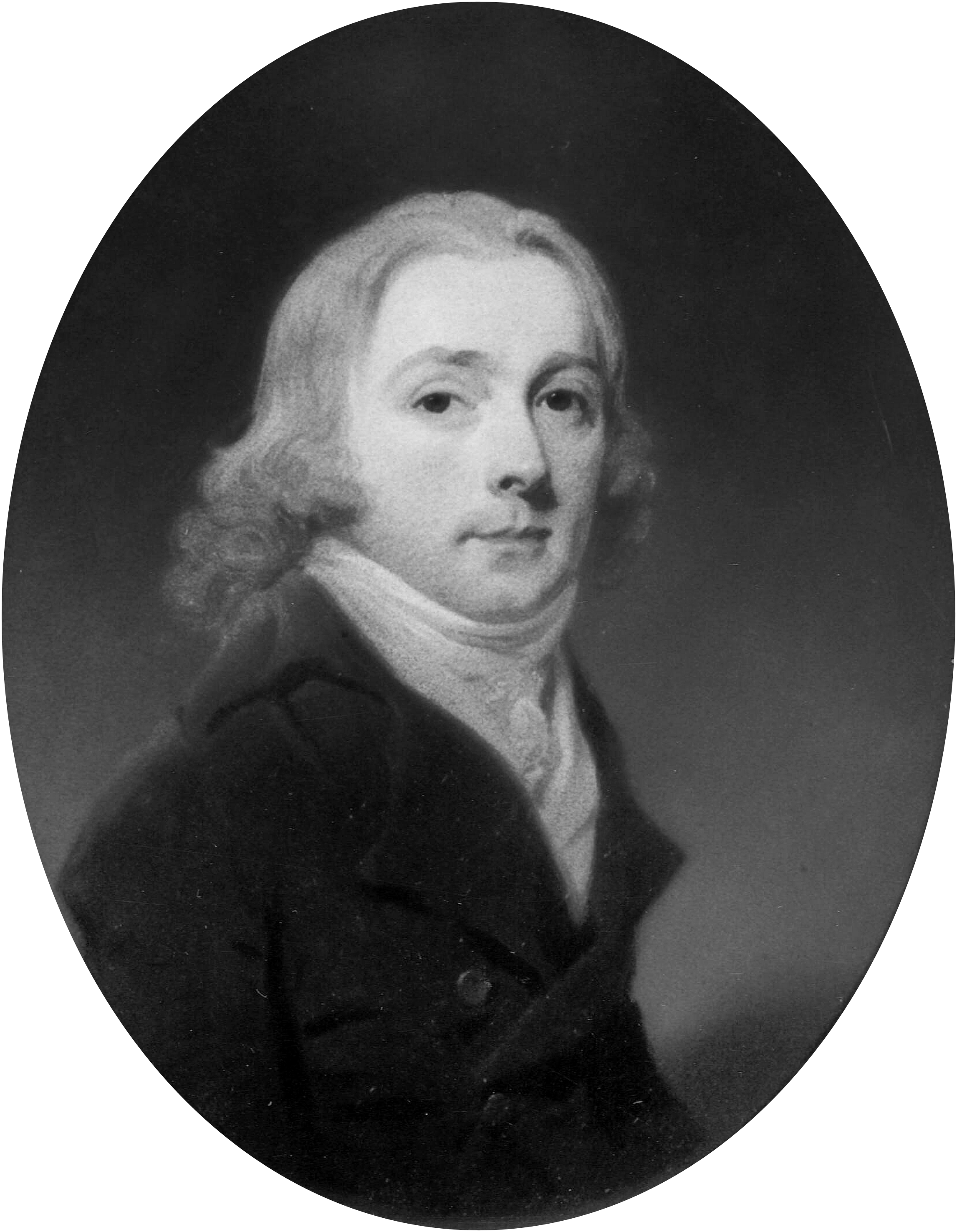
Hendrik Baron Fagel, erstellt zwischen 1780 und 1799

Hendrik Fagel, auch Hendrik Fagel jr. und seit 1815 Hendrik Baron Fagel, (* 21. März 1765 in Amsterdam; † 22. März 1838 in Den Haag) war ein niederländischer Diplomat, Botschafter und Politiker aus dem Geschlecht der Fagel.

## Leben
Fagel war der älteste Sohn von François Fagel (11. September 1740 – 28. August 1773) und dessen Frau Anna Maria (verwitwete Boreel, geborene Munter, 26. November 1739 – 16. Juli 1781), einer Tochter von Jacob und Agneta Margaretha Munter und wurde am 29. März 1765 getauft. Er begann am 12. September 1778 im Alter von 13 Jahren ein Studium bei dem aus Zweibrücken stammenden Johann Friedrich Gervinus (1744–1826) in Leiden. Hier verfasste er 1779 als Studenten der Rechtswissenschaft die Dissertation De Origine et Usu Juris Romani in Hollandia. Gemeinsam mit seinem Bruder Jacob Fagel, immatrikulierte er sich am 30. September 1783 an der Universität Göttingen, am 22. August 1785 wechselte er an die Universität Leiden und promovierte am 7. September 1785 mit der Schrift De Foederum Sanctitate.
Auf Vorschlag des Prinzen Wilhelm von Oranien wurde er 1787 zum zweiten Griffier (Greffier: Amts- oder Gerichtsschreiber) oder Sekretär seines Großvaters und Namensvetters Hendrik Fagel (1706–1790) ernannt, nachdem er ein Jahr lang ohne Einwände des Landes der Versammlung der Generalstaaten der Niederlande (niederländisch Staten-Generaal van de Nederlanden) gedient und seine Fähigkeiten unter Beweis gestellt hatte. Nach dessen Tod wurde er selbst in diese Stellung berufen und war somit seit 1672 der sechste (und letzte) Griffier aus seiner Familie, der dieses wichtige Amt bekleidete.

## Diplomatische Dienste
1794 wurde Fagel mit Laurens Pieter van de Spiegel (1736–1800) als außerordentlicher Botschafter nach England entsandt, um ein Bündnis zwischen der Republik Holland, England und Preußen zu schließen. Dieses Bündnis kam auch zustande und sicherte so die erbliche Statthalterschaft, brachte aber ansonsten keine Vorteile für die Niederlande.

“Hij gaf daarbij een sterk bewijs van zijne belangeloosheid, door de aanzienlijke geschenken, die Engeland hem aanbood, te weigeren, zoo om daardoor het vaderland niet te verpligten tot wedergeschenken aan de Engelsche en Pruissische gezanten, als omdat hij het schandelijk vond, voor zich zelven eenige voordeelen te genieten, ter gelegenheid van een tractaat, waaruit het land geen voordeel trok.”

„Er gab dabei einen starken Beweis seiner Uneigennützigkeit, indem er die ansehnlichen Geschenke, die England ihm anbot, ablehnte, sowohl, um das Vaterland nicht zu Gegengeschenken an die englischen und preußischen Gesandten zu verpflichten, als auch, weil er es für schändlich hielt, zu sich selbst eigene Vorteile zu genießen, anlässlich eines Vertrags, aus dem das Land keinen Nutzen zog.“

Im Oktober 1794 wurde Fagel erneut nach England geschickt, um William Pitt von der Notwendigkeit zu überzeugen, mit den führenden Kräften in Frankreich zu verhandeln. Doch Pitt war nicht an einer Einigung interessiert und die Mission scheiterte.
Inzwischen war die Republik der Vereinigten Niederlande durch die neue Batavische Republik ersetzt worden und Fagel blieb in England. Zudem wurden seine Güter in Holland beschlagnahmt und seine Korrespondenzen abgefangen und einbehalten. Er erlebte eine herbe Enttäuschung als Wilhelm V. nicht ihn, sondern den ehemalige Botschafter der Republik Nagell, für die Verhandlungen mit der englischen Regierung bestimmte. Fagel verließ England und ließ sich zwischenzeitlich in Hamburg und in später der Schweiz nieder. 1798 kehrte er auf Einladung der Prinzessin von Oranien nach England zurück, wo er das Haus Oranien wieder unterstützte.
Die englischen Regierung gewährte ihm eine finanzielle Unterstützung, so dass er ein angenehmeres Leben führen konnte, als manch andere Exilanten aus seiner Heimat. Im Jahr 1804 wurde Fagel in England eingebürgert und 1810 zum Ehrendoktor der Universität Oxford ernannt. Er war auch für die Ausbildung des Kronprinzen verantwortlich, der diese Universität besuchte. Im Jahr 1813 unterzeichnete er in London den Friedensschluss zwischen Großbritannien und den Niederlanden und kehrte er mit Wilhelm I. in seine Heimat.
Anschließend war er bis 1824 niederländischer Gesandter und bevollmächtigter Minister im Vereinigten Königreich, wobei er sich überwiegend mit Kolonialangelegenheiten befasste. 1825 wurde er durch Anton Reinhard Falck als Botschafter abgelöst. Nach der Rückkehr in seine Heimat ließ er sich in Den Haag nieder, wurde Mitglied der Provinzregierung von Holland und im Jahre 1829 Minister ohne Geschäftsbereich, sowie zum Staatsminister ernannt.

## Auszeichnungen (Auswahl)
- Fagel wurde aufgrund seiner zahlreichen Verdienste mit dem Titel eines Barons geadelt und am 28. August 1814 in den niederländischen Ritterstand aufgenommen.
- 1821: Großkreuz des Guelphen-Ordens[7]
- Großkreuz des Ordens vom Niederländischen Löwen und Mitglied der Ridderschap van Holland[5]

## Familie
Fagel heiratete am 10. Oktober 1790 die in Den Haag geborene Agneta Margaretha Catharina (geborene Boreel; 8. März 1770 – 8. Juli 1824), Großmätresse der Prinzessin Anna Pawlowna von Oranien und Tochter von Willem Boreel und dessen Frau Maria (geborene Trip). Ihre Ehe blieb kinderlos.
Er hatte sechs Geschwister, davon vier Brüder und zwei Schwestern:
- Jacob Fagel (9. November 1766 – 24. April 1835)[8]
- François Willem Fagel (4. Oktober 1768 – 15. Februar 1856)[9]
- Agnes Margaretha Fagel (1770–1840) ⚭ mit Diederik Jacob Baron van Tuyll van Serooskerken (1772–1826), russischer Gesandter in Washington[1]
- Robert Fagel (10. März 1771 – 26. Dezember 1856)[10]
- Catharina Anna Fagel (1772–1825) ⚭ 18. März[11] oder 12. April 1803 mit Willem François Boreel[12]
- Willem Jacob Hendrik Fagel (16. Januar 1774 – 17. November 1822)[13]